# Ernst Höpp
Ernst Höpp (* 23. Oktober 1898 in Merscheid; † 1. Juli 1986 in Solingen) war ein deutscher Maler und Zeichner.

## Leben und Werk
Ernst Höpp wurde als Sohn des Schuhkaufmanns Ernst Höpp in Merscheid (heute Stadtteil von Solingen) geboren. Er erlernte den Beruf Industriekaufmann, den er bis 1928 ausübte. Während seiner Lehrzeit nahm er Zeichenunterricht an der Solinger Fachschule für Metallgestaltung bei Carl Reschke und Paul Woenne. Ab 1921 beteiligte er sich mehrfach an regionalen Kunstausstellungen und wurde dadurch bekannt als Natur- und Landschaftsmaler. 1928 fiel sein Entschluss, nur noch als freier Künstler zu arbeiten. 
In den 1930er-Jahren mietete Höpp ein Verkaufslokal und beteiligte sich an Kunstausstellungen im Kunstverein Düsseldorf, im Von der Heydt-Museum Wuppertal sowie im Osthaus-Museum Hagen und anderen. Als zeitkonformer, aber unpolitischer Maler konnte er ungehindert arbeiten, die Stadt Solingen stellte sogar Atelierräume zur Verfügung. Schließlich beschickte er erfolgreich die Große Deutsche Kunstausstellung 1943 in der Nationalgalerie Berlin mit seinem Gemälde „Vorfrühling“. Kurz darauf wurde er zum Wehrdienst in Frankreich eingezogen.
Nach dem Krieg beteiligte er sich von 1947 bis 1985 ohne Unterbrechung an der jährlichen Bergischen Kunstausstellung, die im jetzigen Kunstmuseum Solingen stattfindet. Höpp unternahm mehrere Studienreisen in Deutschland und angrenzenden Ländern, von denen er Skizzen, Aquarelle und Ölbilder mitbrachte. Immer wieder stellte er im In- und Ausland seine Werke vor. Noch im hohen Alter von 83 Jahren beauftragte ihn der Altenberger Domverein, die Kirche zu malen (Der Dom zu Altenberg. Öl auf Malkarton 1981).
Ernst Höpp ist zeitlebens seiner persönlichen Idee von Kunst treu geblieben. In seinen frühen Jahren malte er auch Portraits, aber mehr, um daraus zu lernen. Den überwiegenden Teil seines Schaffens widmete er der Natur, der Umgebung seiner bergischen Heimat und dörflichen Idylle, den Eindrücken seiner zahlreichen Reisen. Wie der Künstler selbst können auch die Betrachter in seinen Bildern von Fachwerkhäusern, Bächen, Bergen, Wiesen, Bäumen und Blumen gefühlvoll versinken. Sie zeigen die heile Welt, sie haben sie immer gezeigt, denn das war seine Welt.
Einige seiner Gemälde, die sich im städtischen Besitz befinden, sind in den historischen Räumlichkeiten des Standesamts Solingen, im denkmalgeschützten Haus Kirschheide, ausgestellt.

## Ehrungen
Anlässlich seiner Geburtstage 1968, 1973, 1978 und 1983 fanden Sonderausstellungen seiner Werke im Deutschen Klingenmuseum statt.
1983 erhielt Ernst Höpp den Ehrenring der Stadt Solingen verliehen.